# Omloop van het Waasland 1996
 De 32e editie van de Belgische wielerwedstrijd Omloop van het Waasland vond plaats op 17 maart 1996. De start en finish vonden plaats in Kemzeke. De winnaar was Michel Vanhaecke, gevolgd door Ludo Dierckxsens en Hendrik Van Dijck.

## Uitslag
| Omloop van het Waasland 1996 |                   |                            |      |
| Plaats                       | Naam              | Ploeg                      | Tijd |
| Winnaar                      | Michel Vanhaecke  | RDM Vosschemie-Zetelhallen |      |
| 2                            | Ludo Dierckxsens  | Tönissteiner-Saxon         |      |
| 3                            | Hendrik Van Dijck | TVM-Farm Frites            |      |

1965 · 1966 · 1967 · 1968 · 1969 · 1970 · 1971 · 1972 · 1973 · 1974 · 1975 · 1976 · 1977 · 1978 · 1979 · 1980 · 1981 · 1982 · 1983 · 1984 · 1985 · 1986 · 1987 · 1988 · 1989 · 1990 · 1991 · 1992 · 1993 · 1994 · 1995 · 1996 · 1997 · 1998 · 1999 · 2000 · 2001 · 2002 · 2003 · 2004 · 2005 · 2006 · 2007 · 2008 · 2009 · 2010 · 2011 · 2012 · 2013 · 2014 · 2015 · 2016 · 2017 · 2018 · 2019 · 2020 · 2021 · 2022 · 2023 · 2024